# Moniliophthora perniciosa
Moniliophtora perniciosa é um fungo pertencentente à ordem Agaricales, conhecido anteriormente por Crinipellis perniciosa. É o causador da vassoura-de-bruxa, doença que afeta os tecidos jovens dos cacaueiros, levando à sua perda de produtividade e dando origem a elevados prejuízos económicos.
O fungo surge em duas fases distintas: biotrófica (expansão e infecção) e saprotrófica (quando morre e produz esporos). A fase biotrófica e o que despoleta a mudança para a fase saprotrófica, ainda não são totalmente conhecidas.
Os esporos são dipersados pelo vento, mas necessitam de atingir a água de forma a germinar. Devido a isto, espalha-se essencialmente durante a época das chuvas. O seu controle é muito difícil, requerendo trabalho árduo para o remover. A parte mais crítica do tratamento, a poda de material infectado, só pode ser efectuada durante os períodos secos, devido ao risco de propagação da doença.
Seu genoma vem sendo estudado com o intuito de que os cientistas possam identificar como o fungo utiliza para atacar o cacaueiro. Os pesquisadores já verificaram a expressão de um gene parecido com a taumatina pelo fungo.

## Hospedeiros e sintomas
Moniliophthora perniciosa pode infectar vários hospedeiros. Geralmente, M. perniciosa infecta plantas hospedeiras tropicais e plantas hospedeiras na bacia do alto rio Amazonas no lado oriental dos Andes. M. perniciosa é atualmente conhecida por compreender quatro biótipos diferentes (C, S, L e H), cada um infectando plantas hospedeiras diferentes (e não relacionadas). O biótipo C, economicamente importante, infecta espécies de Theobroma e Herrania (família Malvaceae).
Um segundo biótipo (biótipo L) foi encontrado em cipós no Equador; subsequentemente, o hospedeiro foi identificado como Arrabidaea verrucosa (Bignoniaceae), mas os sintomas não foram observados neste hospedeiro. O biótipo S, relatado apenas no Brasil, causou sintomas em hospedeiros da família Solanaceae, incluindo Solanum rugosum. Em condições experimentais, esse biótipo também é capaz de causar sintomas em tomate, berinjela, batata, pimenta e batata. Mais recentemente descoberto, o biótipo H, que infecta Heteropterys acutifolia (Malpighiaceae), foi reclassificado como uma espécie separada, Moniliophthora brasiliensis. Uma análise filogenética recente de basidiomas e culturas coletados em campo sugere que outros biótipos também podem existir.
A investigação sobre a biologia de reprodução desses vários biótipos descobriu que aqueles que causam os sintomas da doença (C, S) são não cruzamentos (homotálico primário), em que um único basidiósporo uninucleado é capaz de completar seu ciclo de vida. Isso é crucial na epidemiologia da doença, uma vez que uma única infecção por esporo pode ser fértil. O homotalismo primário é altamente incomum entre os fungos agáricos que se cruzam, exigindo o acasalamento entre micélios derivados de germlings de esporo único (monocariontes) para formar um dicário que é capaz de formar basidiomas. O biótipo L, em contraste com seus semelhantes, exibe um mecanismo de cruzamento bifatorial.
A infecção de M. perniciosa em T. cacao causa a doença da Vassoura-de-bruxa (WBD), que apresenta sintomas distintos de hipertrofia e hiperplasia do tecido distal do local da infecção, perda de dominância apical, proliferação de brotos auxiliares e formação de hastes anormais resultando em uma estrutura semelhante a uma vassoura chamada vassoura verde. A infecção de flores resulta na formação de vassouras almofadadas e reduz a capacidade de produzir vagens viáveis, causando vagens sem sementes, ou em outras palavras, frutos partenocárpicos. A partenocarpia resulta em M. perniciosa visando a aquisição de nutrientes enquanto altera a fisiologia do hospedeiro sem causar necrose significativa. Após 1–2 meses após a infecção, a necrose dos tecidos infectados ocorre distal ao local da infecção original, formando uma estrutura chamada vassoura seca. A WBD também pode levar à morte da planta após sucessivos ataques de M. perniciosa. Os sinais de infecção por M. perniciosa são vassouras verdes, que são estruturas semelhantes a vassouras formadas a partir do caule, e cogumelos altamente infecciosos formados nas vagens e no tecido vegetativo afetado, que são pequenos e rosados. É possível cultivar esses basidiomas sob condições experimentais em meio farelo-vermiculita usando o método 'torta' para simular as condições de umedecimento / secagem experimentadas pelo fungo em condições de campo.

## Ambiente
M. perniciosa evoluiu da Amazônia e seus hospedeiros suscetíveis são plantas tropicais localizadas em florestas tropicais. As condições favoráveis para a propagação da doença são o clima tropical quente e úmido. Os esporos desse fungo se espalham pelo vento, mas devem pousar na água para germinar. Como consequência, se espalha principalmente durante os períodos chuvosos. Na maioria das áreas de produção de cacau, os totais de precipitação e máximos de temperatura variam entre 1300 e 3000 mm e 30 a 33 ° C.

## Gestão da doença
Geralmente, existem quatro estratégias principais que podem ser usadas para o controle de doenças da vassoura-de-bruxa. Uma estratégia é a fitossanitação, que consiste na remoção e destruição de partes doentes das plantas. Isso só pode ser feito durante os períodos de seca, ou corre-se o risco de espalhar a doença ainda mais. Outras estratégias de controle são o controle químico, a resistência genética e o controle biológico. A resistência genética está sendo pesquisada. A fim de alcançar resistência durável a um patógeno específico, é necessário um amplo conhecimento da genética da interação patógeno-hospedeiro específico. A interação patógeno-hospedeiro para M. perniciosa não é totalmente conhecida. Algumas dessas estratégias podem ser tediosas e caras, por exemplo, 95% de fitossanitação é necessária para atingir 50% de redução na perda de frutos. Entre os fungos endofíticos associados ao cacau estão muitas espécies de Trichoderma. Várias espécies de Trichoderma foram isoladas do cacau e é um dos biofungicidas mais usados. Um dos isolados, T. stromaticum parasita o micélio saprotrófico e basidiocarpos de M. perniciosa, o que reduz a formação de basidiocarpos em 99% quando as vassouras estão em contato com o solo e 56% nas vassouras remanescentes nas árvores. Pode reduzir a infecção em 31%. Este biofungicida tem apresentado desempenho variável devido às condições ambientais de alta umidade e umidade da chuva, o que é ideal para o desenvolvimento de doenças, mas não necessariamente ideal para otimizar a eficácia do biocontrole.

## Importância
A infecção por M. perniciosa causa a deformação das vagens jovens (são chamadas de chirimoyas em espanhol), ao passo que a infecção de vagens mais maduras causa necrose das sementes e torna a vagem inútil. Isso afeta amplamente a produção de cacau nos países da América do Sul, onde sua cultura comercial são os grãos de cacau. Em 1989, o WBD foi introduzido no estado da Bahia, Brasil, produtor de cacau, onde a produção diminuiu de 380.000 toneladas métricas por ano para 90.000 toneladas métricas no final dos anos 1990. Devido a esta doença, a Bahia passou de terceiro maior exportador de grãos de cacau a importador líquido. A falta de grãos de cacau pode aumentar o preço para os países importadores e também para todos os produtos do cacau. Os Estados Unidos importam atualmente US$ 100 milhões em grãos de cacau anualmente.
T. cacao L. é uma planta tropical de sub-bosque, e o crescimento do cacau no sub-bosque ajuda a preservar o habitat de numerosas espécies de animais e pássaros nessas regiões. Com as perdas de produção associadas ao WBD, os proprietários de terras tropicais são forçados a converter suas terras para outros sistemas de produção que geralmente exigem a destruição da cobertura florestal. A WBD não afeta apenas o fornecimento de cacau, mas também impacta amplamente a conservação do ambiente tropical onde o cacau é cultivado.